# XIII Korpus Armijny (III Rzesza)
XIII Korpus Armijny – niemiecki korpus armijny, uczestniczył w agresji na Polskę, Francję oraz w ataku na Związek Radziecki. 
XIII Korpus Armijny został sformowany 1 października 1937 roku. W składzie 10 Armii uczestniczył w zajęciu Czechosłowacji przez III Rzeszą. W 1939 roku dowodzony przez gen. Maximiliana von Weichsa brał udział w agresji na Polskę wchodząc w skład 8 Armii, a w 1940 roku na Francję. Od 22 czerwcu 1941 roku uczestniczył w ataku na Związek Radziecki. Rozbity został w lipcu 1944 roku przez Armię Czerwoną w czasie walk pod Brodami.
W styczniu 1945 roku XIII KA został utworzony ponownie i skierowany do walki przeciw aliantom zachodnim. W maju 1945 roku żołnierze korpusu oddali się do niewoli. Kapitulacja przed wspomnianymi aliantami miała miejsce w Saksonii.

## Dowódcy korpusu
I formowanie w 1937:
- gen. Maximilian von Weichs[5] (do 26.10.1939)
- gen. płk Heinrich von Vietinghoff-Scheel (26.10.1939 - 25.10.1940)
- gen. Hans Felber (25.10.1940 - 13.01.1942)
- gen. por. Otto-Ernst Ottenbacher (14.01.1942 - 21.04.1942)
- gen. Erich Straube (21.04.1942 - 20.02.1943)
- gen. Friedrich Siebert (20.02.1943 - 7.09.1943)
- gen. Arthur Hauffe (7.09.1943 - 25.04.1944)
- gen. por. Johannes Block (25.04.1944 - 5.06.1944)
- gen. Arthur Hauffe (5.06.1944 - 22.07.1944)[6]

II formowanie w 1945:
- gen. Hans Felber (8.01.1945 - luty 1945)
- gen. por. Ralph Graf von Oriola (12.02.1945 - 31.03.1945)
- gen. por. Max Bork (2.04.1945 - 15.04.1945)
- gen. Walther Hahm (15.04.1945 - 20.04.1945)
- gen. Walther Lucht (20.04.1945 - 20.04.1945)
- gen. por. Theodor Tolsdorff (24.04.1945 - do kapitulacji[7]

Szefowie sztabu:
- płk Wilhelm Stemmersmann (w czasie ataku na Polskę[5])

## Struktura organizacyjna
Skład we wrześniu 1939 roku:
- 10 Dywizja Piechoty
- 17 Dywizja Piechoty
- zmotoryzowany pułk SS "Adolf Hitler"

Skład w czerwcu 1944 roku:
- 340 Dywizja Piechoty
- 361 Dywizja Piechoty oraz Grupa Taktyczna C.